# Hefaistos tempel i Aten
Hefaistos tempel i Aten var ett tempel i det antika Aten i Grekland, tillägnat Hefaistos. Det är en anmärkningsvärd byggnad, då den fortfarande är hel och ser ut som den gjorde då den uppfördes. 
Templet grundades på 400-talet f.Kr. 
Pausanias beskrev templet under 200-talet. Han uppgav att det, förutom en staty av Hefaistos skulpterad av Alkmenes, även innehöll en staty av Athena av samma skulptör, båda i brons. 
Templet stängdes under förföljelserna mot hedningarna vid kristendomens införande på 300-talet. Från 600-talet till 1833 användes byggnaden till kyrka, och är därför intakt.